# 企鵝男孩
《企鵝男孩》，是日本Natsume所開發的動作方塊類型電玩遊戲，1990年8月8日以Game Boy形式在日本發售。其遊戲性質近似《小精靈》（1980年）加《異形大作戰》（1989年）。

## 情節與玩法
企鵝王子彭德里希（ペンドリッヒ）（玩家操作角色）的王國被外來的帕斯特拉王國給入侵占領，展開了解除封印並恢復地上圖繪的啟程。
遊戲目標爲將方塊上所有的白色球體和黑色球體的封印解除，全部清完即過完一個關卡。玩家不可與敵方碰撞，否則會失去一條性命。遊戲有時間限制，顯示在遊戲畫面左下方的長條狀，時間用完也會失去一條性命，三條全部用完則遊戲結束。白色球體被破壞之後，敵軍會改變移動方向。站在黑色球體的面前按A鍵可以做為武器把它踢飛清除敵軍得分。全部關卡總共有40關。接關繼續需用通關密碼。

## 製作
遊戲媒介爲512千比特ROM卡匣。

## 評價
根據電玩雜誌《Famicom通信》的「Gross Review」滿分40分中，給予總評分是23分。
根據電玩雜誌《Family Computer Magazine》進行「通信簿」讀者投票活動的結果總得票數是16.33分（滿分30分）。其中角色2.87分、音樂2.64分、操作性2.71分、熱衷度2.81分、買得度2.69分、原創性2.61分。

## 外部連結
- 莫比游戏上的《Amazing Penguin》（英文）